# Trevi, Rom
Trevi är en stadsdel i västra Rom och tillika ett av Roms rioni. Ursprunget till namnet ”Trevi” har inte fastställts, men enligt en hypotes syftar det på trivium, den plats där tre gator sammanstrålar.
Trevis mest kända sevärdhet är Fontana di Trevi.

## Kyrkobyggnader
- Santi Apostoli
- San Basilio agli Orti Sallustiani
- Santi Claudio e Andrea dei Borgognoni
- Santa Croce e San Bonaventura dei Lucchesi
- Oratorio del Crocifisso
- Madonna dell'Archetto
- Santa Maria del Carmine alle Tre Cannelle
- San Marcello al Corso
- Santa Maria di Loreto
- Santa Maria in Trivio
- Santa Maria dell'Umiltà
- Santa Maria in Via
- San Nicola da Tolentino
- Santissimo Nome di Maria
- San Pietro Canisio agli Orti Sallustiani
- Santa Rita da Cascia alle Vergini
- Oratorio del Santissimo Sacramento al Tritone
- San Silvestro al Quirinale
- Santa Susanna
- Santi Vincenzo e Anastasio

### Dekonsekrerade kyrkobyggnader
- Sant'Andrea degli Scozzesi
- San Giovanni della Ficozza
- Beato Niccolò de Rupe

### Rivna kyrkobyggnader
- Sant'Andrea de Biberatica
- Sant'Angelo Custode
- San Bernardo della Compagnia al Foro
- Santissimo Crocifisso Agonizzante
- Oratorio delle Sante Degna ed Emerita
- San Giovanni Berchmans
- Santa Maria della Neve dei Foglianti
- San Nicola in Arcione
- San Saturnino de Caballo

## Piazzor i urval
- Piazza Barberini
- Piazza della Madonna di Loreto
- Piazza dell'Oratorio
- Piazza della Pilotta
- Piazza Poli
- Piazza del Quirinale
- Piazza SS. Apostoli
- Piazza S. Bernardo
- Piazza S. Marcello
- Piazza S. Silvestro
- Largo di S. Susanna
- Piazza Scanderbeg